# Pedicularis acaulis
Pedicularis acaulis es una especie de planta herbácea de la familia Orobanchaceae, anteriormente clasificada en las escrofulariáceas. Es originaria de los Alpes.

## Descripción
Son plantas herbáceas , perennes que alcanzan un tamaño de 5 a 12 cm de altura. Forma una roseta basal, con yemas invernantes a nivel del suelo y protegidas por la basura o la nieve y con las hojas dispuestas para formar una roseta basal. Las plantas son parásitas: las raíces muestran órganos específicos para alimentarse de la savia de otras plantas. Las raíces, gruesas y carnosas, se distribuyen radialmente tratando de llegar a las raíces de otras plantas para chupar la savia. Las hojas están dispuestas en una roseta basal (no tiene hojas caulinares). Tamaño de la hoja: 5-10 cm. Las inflorescencias son racimos de flores en tallos (los tallos son lanosos y se colocan en el centro de la roseta basal). Longitud de los tallos: 1.3 cm.

## Taxonomía
Pedicularis acaulis fue descrita por Giovanni Antonio Scopoli y publicado en Florae Fluminensis, seu, Descriptionum plantarum parectura Fluminensi sponte mascentium liber primus ad systema sexuale concinnatus 270. 1829[1825].
Etimología
Pedicularis: nombre genérico que deriva de la palabra latína pediculus que significa "piojo", en referencia a la antigua creencia inglesa de que cuando el ganado pastaba en estas plantas, quedaban infestados con piojos.
acaulis: epíteto latíno que significa "sin tallo"